# Yvonne Sprunken
Yvonne Sprunken-Versteegh (14 juli 1957) is een Nederlandse presentatrice voor de Evangelische Omroep. 

## Loopbaan
Yvonne Sprunken was eerst lerares in het basisonderwijs. In 1984 begon zij bij de EO-televisie. Nadat haar eerste kind was geboren, nam ze ontslag, maar ze keerde later weer terug en richtte zich vanaf toen voornamelijk op radiowerk.
Zij presenteerde van 1988 tot 1993 EO Kinderkrant. Tevens was zij te zien in het tv-programma Tekenen is Winnen en te horen in het radioprogramma Open Huis (NPO Radio 5), samen met Tom Herlaar. Op zaterdagavond presenteerde zij van 2017 tot en met 2020 EO Live, eveneens op NPO Radio 5. Hierin volgde ze Andries Knevel op.

## Televisie
- Er kan nog meer bij
- Ik ben Benjamin Ben
- EO Kinderkrant
- Tekenen is winnen
- Bonjour
- Het Agrarisch journaal

## Radio
- Eva Radio
- De Muzikale Fruitmand
- EO.nl
- Thuis op 5
- Een Goede Zondag
- EO Live